# فيليكس سونزو
فيليكس سونزو (بالإنجليزية: Felix Sunzu)‏ (2 مايو 1989 شينغولا زامبيا - ) هو لاعب كرة قدم زامبي.

## روابط خارجية
- فيليكس سونزو على موقع ناشيونال فوتبول تيمز (الإنجليزية)
- فيليكس سونزو على موقع Soccerway.com (الإنجليزية)